# Hexafluoruro de americio
El hexafluoruro de americio es un compuesto químico inorgánico de americio metálico y flúor con la fórmula química AmF
6. Todavía es un compuesto hipotético. La síntesis por fluoración del tetrafluoruro de americio se intentó sin éxito en 1990. Una identificación termocromatográfica en 1986 sigue sin ser concluyente. Los cálculos sugieren que puede estar distorsionado de la simetría octaédrica.

## Síntesis
Se propone que AmF
6 se puede preparar tanto en estado condensado como gaseoso mediante la reacción de KrF
2 con AmF
3 en HF anhidro a 313-333 K.
2 AmF
3 + 3 KrF
2 → 2 AmF
6 + 3 Kr